# Список залізничних станцій і роз'їздів Росії (П)
Список станцій, роз'їздів та зупинних пунктів Російських залізниць
| Код    | Станція       | Назва російською  | Залізниця          | НОД (НЗрег) | Населений пункт | Рік заснування | Код Експрес-3 | Експ. коди  |
| ------ | ------------- | ----------------- | ------------------ | ----------- | --------------- | -------------- | ------------- | ----------- |
| 781701 | Первоуральськ | рос. Первоуральск | Свердловська       |             | Первоуральськ   | 1910           | 2030046       |             |
| 060336 | Підрєзково    | рос. Подрезково   | Жовтнева           |             | Хімки           | 1916           | 2005005       |             |
| 190900 | Подольськ     | рос. Подольск     | Московська         |             | Подольськ       | 1865           | 2000065       |             |
| 948101 | Приіскова     | рос. Приисковая   | Забайкальська      |             | Приісковий      | 1900           | 2050390       | 9481, 94810 |
| 532100 | П'ятигорськ   | рос. Пятигорск    | Північно-Кавказька |             | П'ятигорськ     | 1894           | 2064060       |             |